# Sanquerus validus
Sanquerus validus is een krabbensoort uit de familie van de Portunidae. De wetenschappelijke naam van de soort is voor het eerst geldig gepubliceerd in 1851 door Herklots.